# Список персонажів «Kuroko no Basuke»
У цій статті наведено список персонажів манґи та аніме Kuroko no Basuke авторства Фудзімакі Тадатосі.

## Старша школа Сейрін
- Тецуя Куроко (яп. 黒 子 テ ツ ヤ, Куроко Тецуя) — першокурсник школи Сейрін, що носить прізвисько «Примарний гравець». Він один з шістки «Покоління чудес», яка вчилася в середній школі Тейко. Він маленький, не надто спортивний і абсолютно непомітний для людей, чим часто користується в грі, щоб несподівано перехоплювати м'ячі і передавати непередбачувані для противника паси. У другому сезоні він освоює ще два нових прийому «примарний кидок» і «зникаючий дриблінг», які в подальшому допомагають виграти дві сильне команди: Академію «Тоо» і Старшу школу «УОсен».

Позиція: Розігруючий. Сейю: Оно Кенсьо
- Тайга Кагамі (яп. 火神 大 我, Кагамі Тайга) — першокурсник школи Сейрін. Природжений баскетболіст. Раніше жив в США, де розвивав свої навички завдяки грі в стрітбол, у свого вчителя Олександри Гарсії, але потім повернувся на батьківщину, до Японії, і був сильно розчарований низьким рівнем гри. Однак, почувши про «Покоління чудес», загорівся бажанням битися з ними. Під час битви з Аомине Дайкі увійшов в зону. Як говорить Аомине Дайкі, у кожного свій спускний механізм зони, у Кагамі це «бажання боротися разом з командою і Куроко». У зоні може використовувати безліч прийомів: «Стрибок-метеор, данк падаючої зірки», а іноді просто «Данк метеор». Під час протистояння Акаши відкриває «справжню зону» або «зону, що перевершує зону».

Позиція: важкий форвард.
- Ріко Аїда (яп. 相 田 リ コ, Аїда Ріко) — учениця другого року, тренер баскетбольної команди. Причина, по якій їй довірили цю роль, в здатності з одного погляду на тіло спортсмена розглянути його сильні і слабкі сторони, а також перспективи і межі розвитку. Навчилася вона цього завдяки спостереженням за роботою батька, спортивного тренера, багато часу проводить у вивченні роботи м'язів спортсменів і пов'язаних з цим даними.

- Дзюмпей Хюґа (яп. 日 向 順 平, Хю: га Дзюмпей) — другокурсник і капітан збірної Сейрін. Спеціалізується в закиданні триочкових і може прицільно атакувати, навіть перебуваючи під жорстким пресингом. Дзюмпей — опора команди в найскладніших ситуаціях. У другому сезоні навчився бар'єрного кидка. А в протистоянні з атакуючим захисником старшої школи Ракузан Лео Мібуті, освоїв «кидок небес».

Позиція: атакуючий захисник.
- Теппей Кійоши (яп. 木 吉 鉄 平, Кійоши Теппей) — засновник баскетбольного клубу Сейрін, другокурсник, є одним з п'яти «некоронованим королем». Будучи, за чутками, дуже здібним, він спочатку волів бути розігруючим захисником, але так як в команді не знайшлося підходящих по додаванню хлопців для позиції центрового, Кійосі запропонував свою кандидатуру. У першому сезоні Кійоші не показують, так як він проходив реабілітацію від торішньої травми коліна. Але в другому сезоні повернувся в команду, аргументуючи це тим, що він краще буде грати з командою, ніж лежати на лікарняному ліжку. Після тренувань з батьком тренера він став ще сильніше, освоївши кілька особливих прийомів.

Позиція: центровий, розігруючий захисник.
- Сюн Ідзукі (яп. 伊 月 俊, Ідзукі Сюн) — другокурсник Сейрін, що відрізняється спокоєм і зібраністю. Також всім відома його пристрасть до гри слів, але крім мами ніхто її не поділяє, тому що найчастіше жарти Ідзукі зовсім несмішні і «не в тему». Ідзукі дуже розумний і завжди грає з холодною головою, а ефективність його «Орлиного очі» настільки велика тому, що він — чудовий стратег. У команді Ідзукі найдосвідченіший, так як грає в баскетбол ще з молодшої школи. Володіє особливим прийомом «Орлине спис»

Позиція: розігруючий
- Рінносуке Мітобе (яп. 水 戸 部 凛 之 助, Мітобе Рінносуке) — другокурсник Сейрін, трудяга в команді: і тренуючись, і граючи, завжди викладається на повну. Жоден з членів команди не чув його голосу (в 33-й серії (8-я серія 2-го сезону) замість Мітобе свій клас, номер в команді і ім'я вигукує Коганеі, проходячи таким чином посвячення в команду за обох). Коганеі якимось чином розуміє, про що думає Рінносуке, і передає це іншим. Мітобе — старший син у багатодітній родині, що виконує там роль няньки (і готує, і прибирає, і доглядає за молодшими). Він також прагне до перемоги, як і інші члени команди, однак практично ніколи не показує своїх емоцій. Більш того, згідно Ріко, за всю історію існування баскетбольної збірної ніхто не чув, щоб Мітобе розмовляв. Вміє робити слем-данк, і відмінно виконує кидок крюком.

Позиція: важкий форвард.
- Шінджі Коганеі (яп. 小 金井 慎 二, Коганеі Шінджі) — другокурсник Сейрін. Коганей — гідний гравець-універсал. Його «здатність» насправді дуже тривіальна: кидки з будь-якої точки майданчика з варіюється точністю. Незважаючи на дурнуватий вигляд, Коганей досить розумний хлопець і навіть входить в число найкращих учнів свого класу (хоч і не має особливих успіхів в якомусь із предметів). Крім цього неймовірним чином здатний розуміти думки Мітобе, хоча той ніколи не відкриває рота.

Позиція: легкий форвард.
- Сатоси Цутіда (яп. 土 田 聡 史, Цутіда Сатоси) — учень другого року. Гарний у підборах. У минулому році був в основному складі команди, але з приходом Кагамі і Курок тепер частіше сидить на лавці запасних.

- Кокі Фуріхата (яп. 降旗 光 樹, Фуріхата Кокі) — першокурсник Сейрін. Його дівчина пообіцяла кинути його, якщо він не стане кращим хоч в чомусь, тому він вступив в баскетбольний клуб, щоб стати кращим гравцем. Виявляє боягузтво.

Позиція: розігруючий захисник.
- Коїті Кавахара (яп. 河 原 浩, Кавахара Коїті) — першокурсник школи Сейрін. У дитинстві ніколи не цікавився спортом, але побачений одного разу баскетбольний матч настільки його захопив, що він вирішив вступити в баскетбольну команду своєї школи. Однак через відсутність спортивної підготовки лише заважав іншим гравцям. Зрештою, після тривалої роботи над собою Коїті зумів розвинути свої фізичні здібності до потрібного рівня і зайняти місце в команді.

Позиція: центровий.
- Хіросі Фукуда (яп. 福田 寛, Фукуда Хіросі) — першокурсник школи Сейрін. У баскетбольний клуб його заманили тим, що так він зможе допомогти людям.

## Старша школа Кайдзьо
- Рьота Кісе (яп. 黄 瀬 涼 太, Кісе Рьота) — першокурсник школи Кайдзьо. Один з «Покоління чудес». В баскетбол грає лише з другого року середньої школи, однак швидко розвинувся і став дуже сильним гравцем. Визнає, що є слабким з п'ятірки. Кісе може скопіювати гру будь-якого баскетболіста, тільки подивившись на нього, однак копіювати гравців «Покоління чудес» він може лише 5 хвилин. У подальшій продовженні манґи входить «в зону», але грає він в ній всього 2 хвилини.

Позиція: легкий форвард.
- Юкіо Касамацу (яп. 笠 松 幸 男, Касамацу Юкіо) — третьокурсник, капітан команди школи Кайдзьо. Відомий своєю запальністю і застосуванням насильства до учасників своєї команди за необережні слова або витівки. Особливо дістається Кісе. Добре грає на гітарі.

- Еситака Моріяма (яп. 森 山 由 孝, Моріяма Еситака) — третьокурсник команди школи Кайдзьо. Атакуючий захисник зі стажем, Моріяма — надійний гравець з унікальними кидками. Він не пропускає жодної спідниці і частенько заявляє, що баскетбольний майданчик — його арена в боротьбі за прихильність красуні.

- Міцухіро Хаякава (яп. 早川 充 洋, Хаякава Міцухіро) — надто рухливий і дикий другокурсник старшої школи Кайдзьо. Хаякава спеціалізується на підборах в нападі і грає на позиції важкого форварда. Має дивну звичку ковтати деякі звуки, коли говорить. Тому навіть члени власної команди з працею його розуміють.

- Кодзі Коборі (яп. 小 堀 浩 志, Коборі Кодзі) - учасник команди старшої школи Кайдзьо. Грає під номером 8. Гарний у захисті. Поважає стиль Кісе.

- Гент Такеуті (яп. 武 内 源 太, Такеуті Гент) — тренер команди Кайдзьо. Строгий, часто злиться і починає кричати на команду, якщо ті не контролюють гру. Страждає зайвою вагою.

## Старша школа Сютоку
- Сінтаро Мідоріма (яп. 緑 間 真 太郎, Мідоріма Сінтаро) — першокурсник школи Сютоку, один з «Покоління чудес». Його головна здатність — 100 % потрапляння в кошик з будь-якої точки майданчика. Він настільки захоплений баскетболом, що завжди стежить за доглянутістю своїх рук, полірує нігті і носить пов'язки на пальцях, щоб не травмувати їх. Завжди слід гороскопам. Має зріст 195 см.

Позиція: атакуючий захисник.
- Кадзунарі Такао (яп. 高 尾 和 成, Такао Кадзунарі) — першокурсник школи Сютоку. Так само, як і Куроко, — спеціалізується на пасах. Володіє так званої здатністю «Око Яструба», що дозволяє стежити відразу за всім, що відбувається на всьому майданчику. Тому він бачить навіть Куроко. Кандзі 高 (Така) в його прізвища означає «високий», але є омофона слову «яструб», що є відсиланням до його здібностям. Вільний час Такао в основному проводить з Мідорімой.

Позиція: Розігруючий захисник.
- Тайсуке Оцубо (яп. 大坪 泰 介, Оцубо Тайсуке) — третьокурсник школи Сютоку. Капітан баскетбольної команди. Один з найсильніших і рівно грають центрових в Японії. За угодою між ним, тренером і Мідорімой згоден прощати останньому лише 3 дивні або егоїстичні витівки в день.

Позиція: Центровий.
- Кійосі Міядзу (яп. 宮 地 清 志, Міядзу Кійосі) — дуже строгий і суворий старшокласник. В основному він дратується через примхи Мідоріми. Суворий не тільки до інших, але і по відношенню до себе. У нього є мета, як у гравця в баскетбол, і він наполегливо працює для цього. Гнів Міядзу справив лякаючу репутацію серед першокурсників. Міядзу дотримується безжальної системи тренувань в команді, яка настільки важка, що Такао зазначив, що Міядзу, без сумніву, самий лякаючий старшокласник.

- Сінсуке Кімура (яп. 木村 信 介, Кімура Сінсуке) - третьокурсник Сютоку. Він  відкрито недолюблює Мідоріму, однак визнає його талант.

- Масаакі Накатані (яп. 中 谷 仁 亮, Накатани Масаакі) — тренер баскетбольної команди Сютоку. Коли Накатані та Кагетора зустрілися на Зимовому Кубку, виявилося, що вони знайомі досить давно. Доказом чого стали прізвиська, з якими вони один до одного зверталися: Тора і Ма-бій.

## Академія Тоо
- Дайки Аоміне (яп. 青峰 大 輝, Аоміне Дайки) — першокурсник академії Тоо, один з «Покоління чудес». Став сяяти найпершим з п'ятірки. На другому році середньої школи його сили зросли — він став швидше, витривалішими, фізично потужніший. Його стиль гри не можна вгадати, в грі його не можна зупинити, так як він дуже добре і постійно змінює ритм, швидкість і рух. Він надзвичайно швидкий і сильний, тому ніхто не знає його 100 % потенціалу. Так само він може кидати з будь-якої позиції. Це він відкрив Кагамі зону. Пізніше навчив його самостійно входити в зону.

Позиція: важкий форвард.
- Сацукі Момої (яп. 桃 井 さ つ き, Момої Сацукі) — першокурсниця школи Тоо, менеджер команди середньої школи Тейк і відповідно гравців «Покоління чудес». Дуже спостережлива і прониклива. Завжди доглядає за Аоміне. Проявляє інтерес до Куроко.

Посада: менеджер.
- Сеїті Імайосі (яп. 今 吉 翔, Імайосі Сеїті) — третьокурсник школи Тоо, капітан команди. Імайосі — вишукано виражається уродженець Осаки, вельми привітний і добрий на перший погляд, але за його посмішкою ховається особистість набагато більш темна. Чи не демонструючи жодних особливих умінь, Імаёсі, однак, відмінно справляється з роллю капітана, організовуючи гру інших членів збірної Тоо, яка, як відомо, складається з самодостатніх гравців, які не звикли до командної роботи.

Позиція: розігруючий захисник.
- Косуке Вакамацу (яп. 若 松 孝 輔, Вакамацу Косуке) — второгодка школи Тоо. Після матчу з Сейрін на Зимовому кубку став капітаном. Будучи гравцем досить значною комплекції, Вакамацу більшу частину матчу грає в захисті, з легкістю роблячи підбори і перепасування. Вакамацу може вивести з себе що і хто завгодно, а найчастіше сутички відбуваються з Аоміне, якому Косуке частково заздрить. Кожна спалах гніву зазвичай виливається в розлючені крики.

Позиція: центровий.
- Рьо Сакураї (яп. 桜 井 良, Сакураи Рьо) — першокурсник школи Тоо, обдарований атакуючий захисник і майбутній «король страйків». Його коронний кидок практично неможливо блокувати, тому що варто Сакураї підібрати м'яч, як він тут же, без підготовки, вистрибує і забиває. Саме завдяки цьому отримав від Імайосі свою кличку. Сакураї дуже слабохарактерний і чутливий, часто відчуває себе винуватим за ті речі, які до нього ніяк не належать, і так же часто за них вибачається. Хюґа прозвав його «вибачатися Поганкою».

Позиція: атакуючий захисник.
- Есінорі Суса (яп. 諏 佐 佳 典, Суса Есінорі) — третьегодка команди школи Тоо. Є гравцем регулярного складу, проте реальні можливості не були розкриті.

Позиція: легкий форвард.
- Кацунорі Харасава (яп. 原 澤 克 徳, Харасава Кацунорі) — тренер старшої школи Тоо. Часто можна побачити, як він потирає пасмо волосся, а також в задумливому стані.